# كسريه
كِسرِيَّه أو قاستوريا (باليونانية: Kastoria) من مدن الدولة العثمانية وهي مركز قضاء من فتوحات مراد الأول، بها جامعان سلطانيان للسلطان سليمان القانوني ووالده، السلطان سليم الأول، فيها جوامع ومساجد كثيرة، وفيها 2500 دار، وهي مدينة رومية على الأغلب وبها 70 كنيسة، وشوارعها ذات أرصفة.
وتسمى قاستوريا: وهو قضاء يقع على جنوب شرقي لواء كوريجه، على ساحل بركت.
ومدينة كِسرِيَّه Késriyé، هي عند السكان الأصليين:(كاستوريه Castoria) أو (كاسترون Kastron).قديماً : (سلتروم Celetrun): مدينة في تركية الأوربية، في مقدونية، مركز اللواء الذي يحمل الاسم نفسه، في ولاية روم إيلي، على ضفاف البحيرة التي تحمل الاسم نفسه. فيها حوالي 8000 نسمة. مقر أسقفية يونانية تتبع بطركية القسطنطينية. هي اليوم مدينة (كاستورية Kastoria) اليونانية، تقع على الضفة الغربية للبحيرة. ومن مواليد هذه المدينة ولقب باسمها الوزير أحمد باشا الكسريه لي وهو من مماليك العراق، ولد في روم إيلي في مدينة كسريه ووليَّ مناصب عديدة حتى أصبح والياً على بغداد .